# Avior Airlines
Avior Airlines é uma companhia aérea venezuelana que opera desde o ano 1994 e foi feita inicialmente para transportar os empregados de empresas de petróleo e da companhia Petróleos de Venezuela (PDVSA), está sediada na cidade de Barcelona, no estado Anzoátegui no leste do país. Atualmente é uma empresa com capital privado que opera voos comerciais de passageiros nos principais aeroportos da Venezuela e do continente.
Atualmente se encontra na lista de companhias aéreas banidas do espaço aéreo europeu, e portanto proibida de realizar voos para esta região

## Frota

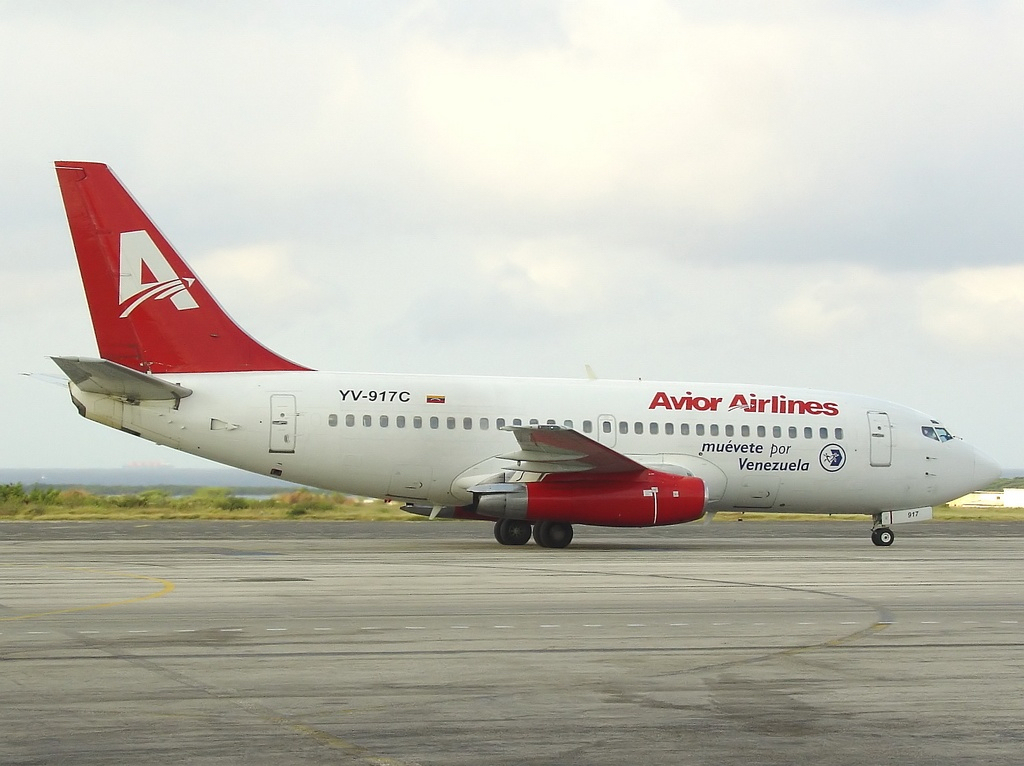
Boeing 737-200 da Avior Airlines.

Em outubro de 2017, a frota era composta por:
| Modelo          | Na frota | Passageiros |
| --------------- | -------- | ----------- |
| Airbus A340-300 | 1        | 255         |
| Boeing 737-200  | 7        | 120         |
| Boeing 737-400  | 8        | 150         |
| Fokker 50       | 3        | 50          |
| Total           | 19       |             |